# Herman I. Lonski
Herman I. Lonski (včasih tudi Loenski ali Loonski) (* okoli 1200, † 1252) je bil grof v grofiji Lohn, katerega ozemlje se je do padca leta 1316 raztezalo čez Westmünsterland in dele regije Achterhoek v provinci Gelderland. Bil je tudi gospod Bredevoortski, kjer je prebival je na gradu Bredevoort.

## Življenje
Herman I. Lonski je izhajal iz plemiške rodbine gospodov Lonskih, kot sin  Gerharda III. Lonskega (1155–1221) in matere Rihece Bredevoortske. Leta 1225 je po očetovi smrti kot grof Lonski nasledil svojega očeta. Leta 1238 je skupaj z Ludolfom Steinfurtskim  podedoval posest gradu Bredevoort. Ozemlje svobodne grofije se je tako znatno razširilo. Ta grad je dal dodatno utrditi s kamenjem starega gradu Lohn. Ko se ponovno poroči z Eufemijo, je dobil skrbništvo nad Henrikom III. Borkulskim, ki je bil takrat star tri leta. Dokler ni postal polnoleten, je Herman upravljal svojo posest in kot vikont Coevordena in gospod Drentheja, ter skrbel za gospostvo Borculo.
Leta 1245 je Herman podaril cerkev v Varsseveldu betlehemskemu samostanu. Pred tem je z njimi zamenjal Dvor v Varsseveldu za Dvor Starkenrode v Winterswijku. 2. avgusta 1246 je Herman prenesel grad Bredevoort, pa tudi župnije Eibergen, Neede, Groenlo in Geesteren, na Otona II. Gelderskega. Herman ni bil pooblaščen za prenos posesti  Borcula. Posledično so vsa območja, z izjemo Groenla, ki jih je Henrik II. Borculski iz nejasnih razlogov prodal grofu Otonu II. Gelderskemu, ušla iz rok Gelreja in ostala del gospoščine Borculo. Groenlo je tako postal gelderlandska eksklava, ki sta jo obdajala gospostvi Borculo in gospostvo Lichtenvoorde. Herman je ohranil dobre odnose z grofom Otom Gelderskim. 
Po Hermanovi smrti je njegov brat Oton sprva prevzel upravljanje grofije, dokler ga leta 1255 kot grof ni končno nasledil sin z istim imenom Herman II.

## Družina in otroci
Herman I. Lonski  je bil v prvem zakonu poročen s Sofijo s katero sta imela sina Henrika. V njegovem drugem zakonu z Evfemijo Coevordensko, vdovo Henrika II. Borkulskega,.pa so se mu rodili trije otroci:
- Herman II. Lonski  (* pred 1238; † 1316 ) naslednik
- Beatrisa
- Sofija (⚭ Bernard II. iz Ahausa)
- Neža (⚭ Herman II. Voorstski)

## Spletne povezave
- Lonski pri Germania Sacra
- Digitalna kopija grofovje Lonski

- Lonski pri Germania Sacra
- Digitalna kopija grofovje Lonski